# Sahaswān
Sahaswān är en ort i Indien.   Den ligger i distriktet Budaun och delstaten Uttar Pradesh, i den norra delen av landet, 160 km öster om huvudstaden New Delhi. Sahaswān ligger 174 meter över havet och antalet invånare är 60 953.
Terrängen runt Sahaswān är mycket platt. Runt Sahaswān är det tätbefolkat, med 550 invånare per kvadratkilometer. Sahaswān är det största samhället i trakten. Trakten runt Sahaswān består till största delen av jordbruksmark.